# Теклемариам, Робель
Робе́ль Зеймихае́ль Теклема́риам (амх. ሮቤል ተክለማርያም, род. 16 сентября 1974 года в Аддис-Абебе, Эфиопия) — эфиопский лыжник, представитель Эфиопии на зимних Олимпийских играх 2006 и 2010 годов. Он является первым и единственным представителем Эфиопии на зимних Олимпиадах.

## Биография
Хотя в 9 лет Робель переехал в США и в 1997 году окончил Университет Нью-Гэмпшира, он является основателем Эфиопской национальной лыжной ассоциации и до сих пор свободно говорит на амхарском языке.
Теклемариам не раз заявлял, что без финансовой помощи из Эфиопии он не участвовал бы в Олимпийских играх в Турине. Также он признал, что у него нет шансов на завоевание медалей.
У Робеля есть четыре брата, которые также проживают в США.

## Теклемариам на Олимпийских играх
На Олимпиаде-2006 в Турине Робель занял 83-е место среди 99 участников в гонке на 15 км классическим стилем, проиграв победителю чуть менее 10 минут. Робель опередил представителей Аргентины, Кении, Боснии и Герцеговины, Монголии, Ирландии, Армении, Ирана, Бразилии, Португалии, Непала, Коста-Рики, Таиланда.
Через 4 года в Ванкувере 35-летний Робель выступил менее удачно: в гонке на 15 км свободным стилем он занял 93-е место среди 95 участников, проиграв победителю более 11 минут. Робель сумел опередить только перуанца и португальца (того же самого Данни Сильву, которого он обогнал и в Турине). А вот представитель Непала Дачири Шерпа в Ванкувере обогнал эфиопа на 52 секунды, хотя за 4 года до этого проиграл ему почти 9 минут.